# Mi Buenos Aires querido (tango)

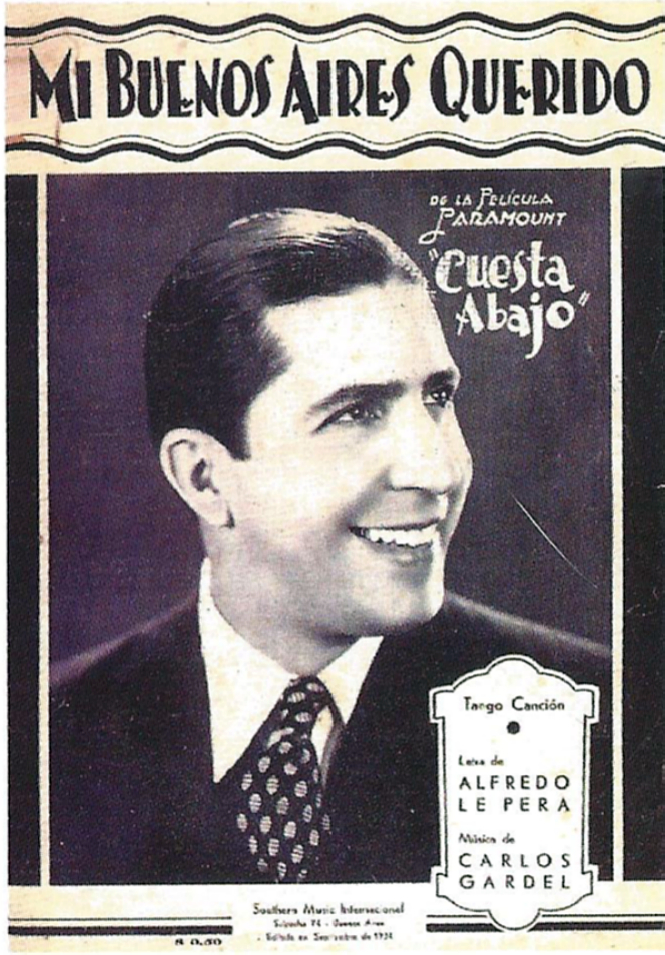
Mi Buenos Aires querido

Mi Buenos Aires querido es un tango cantado por Carlos Gardel y escrito por Alfredo Le Pera (letra) y Carlos Gardel (música). Fue compuesto en 1934. Formó parte de la película homónima de 1936, escrita y dirigida por Julio Irigoyen.

## Historia y composición
Esta pieza trata sobre la belleza de Buenos Aires, Argentina. La letra de la canción describe y compara la ciudad a sentir amor y suerte, así como también deshacerse de las penas presentes en la ciudad cuando regresa Gardel. La canción entera está a un tiempo de 2/4 y comienza con una armadura de clave en si menor.
A medida que la canción avanza, la tonalidad cambia a si mayor.

"Los tangos de Gardel –dijo Terig Tucci, músico argentino que lo acompañó como director orquestal en Estados Unidos– son totalmente suyos. Que nosotros lo ayudábamos, es cierto, pero sólo para armonizarlos y escribirlos en el pentagrama. Las melodías son todas originales de Gardel. Generalmente, Le Pera escribía los versos de acuerdo a la situación del argumento de la película, luego Gardel los musicalizaba y finalmente nos lo cantaba para que pudiéramos escribirlo. Pero todo fue de Gardel …Bueno, todo no… Hubo una vez que yo metí la cuchara, y fue en Mi Buenos Aires querido. Gardel había escrito un tango de dos partes, como se estilaba habitualmente, y a mi me pareció que le faltaba algo. Fue así como agregué los primeros compases, que se repiten al final. Son aquellos en que la letra dice: Mi Buenos Aires querido/cuando yo te vuelva a ver/no habrá más pena ni olvido… A Gardel le gustó mucho y lo aceptó."

## En la cultura popular
Este tango ha sido usado principalmente en bandas sonoras de películas; así, por ejemplo, en la película de 1936, Mi Buenos Aires querido, película  de drama sobre el Tango argentino cuya trama se desconoce. En adición a esto, hay una versión de esta película del año 1961 ambientada a principios del siglo XX sobre una persona adinerada que aspira a ingresar en el Jockey Club de Buenos Aires.

## Adaptaciones
- Julio Iglesias
- Marisol Redondo